# Crocidophora butleri
Crocidophora butleri là một loài bướm đêm trong họ Crambidae.